# Ticino
O Ticino (em italiano Ticino, em alemão, francês e em romanche Tessin) é um cantão da Suíça, situado no sul do país, e inclui, entre outras, as cidades de Bellinzona, Locarno e Lugano. A sua língua oficial é o italiano.

## Geografia
O Cantão do Ticino é o único cantão da Suíça que fica situado ao sul dos Alpes, à exceção do vale superior do Reuss. Tem uma área de 2 812 km², correspondendo a 6,8% da área total da Suíça. O território do cantão faz fronteira com a região italiana de Piemonte a oeste, com a região italiana da Lombardia a este e a sul, a noroeste com o Cantão de Valais, a norte com o Cantão Uri e a este e nordeste com o Cantão de Grisões.
No seu território situa-se o exclave italiano de Campione d'Italia.
Da sua superfície de 2 816 km², cerca de três quartos são considerados terrenos produtivos. A floresta e os lagos (Verbano e Ceresio), representam uma área bastante considerável do território.
O rio Ticino é o principal rio do Cantão. A sua bacia hidrográfica ocupa grande parte do território, desde noroeste, atravessando o Vale Bedretto e o vale Leventina até desaguar no lago Maggiore.
O Reuss, rio pertencente à bacia hidrográfica do Reno, nasce no cantão a pouca distância do Passo de São Gotardo.

### Relevo

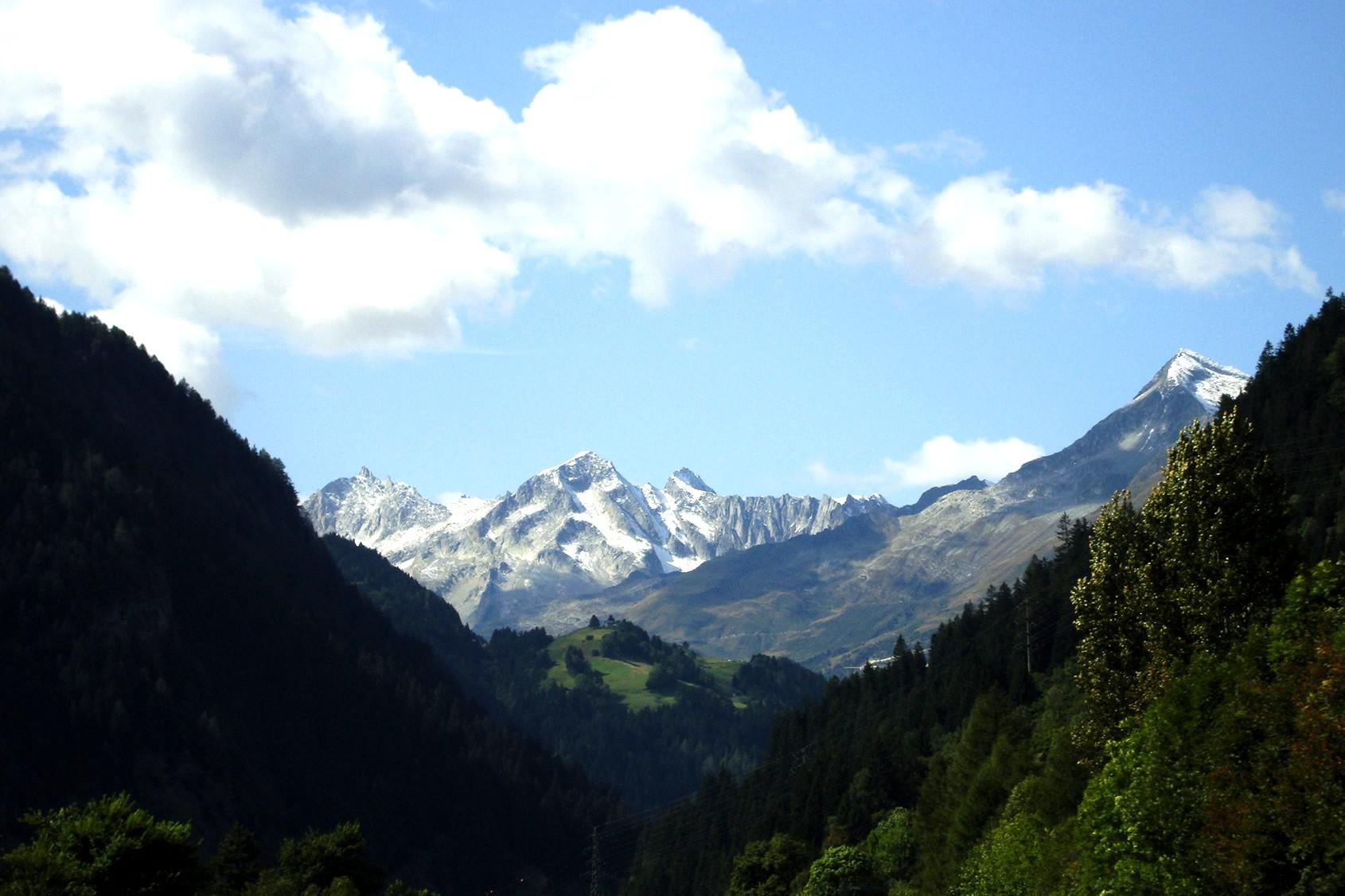
Vale Leventina em áreas montanhosas do norte do Ticino

No cantão situam-se as seguintes divisões e subdivisões alpinas:
- Alpes Luganeses (Pico Comasche e Pico Varesine)
- Alpes Lepontines (Picos Ticinense e Verbano, Monte Leone e São Gotardo e o Pico Adula).

A montanha mais alta do cantão é o Pico Adula que tem a altitude máxima de 3 402 metros.

## Esportes
O hóquei sobre o gelo é um esporte bastante tradicional no Ticino, sendo ele representado através das equipes HC Ambri-Piotta e HC Lugano, havendo a segunda sido vencedora do campeonato suíço por sete vezes.
Já no futebol, o cantão é representado pelos clubes FC Lugano, vencedor do campeonato suíço por três vezes, e FC Chiasso.

## Distritos
| Nome                    | Capital    | População | Área      |
| ----------------------- | ---------- | --------- | --------- |
| Distrito de Bellinzona  | Bellinzona | 48871     | 203 km2   |
| Distrito de Blenio      | Acquarossa | 5477      | 360,9 km2 |
| Distrito de Leventina   | Faido      | 9554      | 479,9 km2 |
| Distrito de Locarno     | Locarno    | 62275     | 551,4 km2 |
| Distrito de Lugano      | Lugano     | 143390    | 305,2 km2 |
| Distrito de Mendrisio   | Mendrisio  | 49022     | 101 km2   |
| Distrito de Riviera     | Osogna     | 12559     | 166,4 km2 |
| Distrito de Vallemaggia | Cevio      | 5795      | 569,5 km2 |